# Jacqueline Mengi
Jacqueline Ntuyabaliwe Mengi là một nhà thiết kế nội thất từng đoạt giải thưởng Tanzania và chủ tịch của Amorette Ltd, một bàng ty thiết kế và sản xuất đồ nội thất. Jacqueline cũng là người sáng lập và chủ tịch của Dr Ntuyabaliwe Foundation, một tổ chức từ thiện chuyên cung cấp thư viện và sách cho các trường tiểu học địa phương.

## Sự nghiệp

### Sự nghiệp âm nhạc
Bà bắt đầu sự nghiệp của mình như một nhạc sĩ vào năm 1997 với một ban nhạc Tanzania các tanzanit. Bà đã biểu diễn như một trong những giọng ca chính trong ba năm. Năm 2004, bà phát hành album solo đầu tiên với đĩa đơn Nalia kwa Furaha. Ba năm sau, bà phát hành một album khác có tên Crazy over You, cũng là tên của bản hit đầu tiên cho album đó.

### Hoa hậu Tanzania 2000
Năm 2000, bà giành giải Hoa hậu Tanzania và đại diện cho đất nước tại Hoa hậu Thế giới. 

### Thiết kế nội thất, Amorrete Ltd, Nội thất Molocaho
Sau gần mười năm trong ngành bàng nghiệp âm nhạc, bà chuyển hướng sự nghiệp sang thiết kế nội thất. Năm 2013, bà đăng ký bàng ty thiết kế nội thất của riêng mình, Amorrete Ltd.
Năm 2016 Jacqueline đã ra mắt MOLOCAHO bởi Amorette, một thương hiệu nội thất từng đoạt giải thưởng được thiết kế và sản xuất bởi bàng ty Amorette của bà. 

## Cuộc sống cá nhân
Jacqueline đã kết hôn với Reginald Mengi, một doanh nhân và ông trùm truyền thông. Họ có hai con trai sinh đôi với nhau.

## Phần thưởng và đề cử
| Năm  | Nội dung                               | Giải thưởng                                  | Người nhận | Kết quả |
| ---- | -------------------------------------- | -------------------------------------------- | --- | ------- |
| 2007 | Giải thưởng âm nhạc Tanzania           | Nữ nghệ sĩ xuất sắc nhất và hợp tác tốt nhất | (Crazy Over You, với Squeezer) \|style="background: #FDD; color: black; vertical-align: middle; text-align: center; " class="no table-no2"\|Đề cử |         |
| 2007 | Giải thưởng âm nhạc Pearl of Africa    | Nữ nghệ sĩ người Tanzania xuất sắc nhất      | style="background: #FDD; color: black; vertical-align: middle; text-align: center; " class="no table-no2"\|Đề cử                                  |         |
| 2008 | Giải thưởng âm nhạc Tanzania           | Nữ nghệ sĩ xuất sắc nhất                     | style="background: #FDD; color: black; vertical-align: middle; text-align: center; " class="no table-no2"\|Đề cử                                  |         |
| 2008 | Giải thưởng âm nhạc Pearl of Africa    | Nữ nghệ sĩ người Tanzania xuất sắc nhất      | style="background: #FDD; color: black; vertical-align: middle; text-align: center; " class="no table-no2"\|Đề cử                                  |         |
| 2013 | Giải thưởng Tuần lễ thời trang Swilian | Phong cách nữ tính                           | style="background: #99FF99; color: black; vertical-align: middle; text-align: center; " class="yes table-yes2"\|Đoạt giải                         |         |
| 2016 | Giải thưởng Tuần lễ thời trang Swilian | Biểu tượng phong cách của năm                | style="background: #FDD; color: black; vertical-align: middle; text-align: center; " class="no table-no2"\|Đề cử                                  |         |
| 2017 | Giải thưởng thiết kế quốc tế (Roma)    | Giải đồng cho hạng mục nội thất              | style="background: #99FF99; color: black; vertical-align: middle; text-align: center; " class="yes table-yes2"\|Đoạt giải                         |         |
| 2017 | Giải thưởng thiết kế quốc tế (Roma)    | Giải Đồng cho hạng mục Ánh sáng              | style="background: #99FF99; color: black; vertical-align: middle; text-align: center; " class="yes table-yes2"\|Đoạt giải                         |         |

1. ↑  Tanzania Music Awards - 2007 Nominees
2. ↑  Ugpulse.com: PAM Awards 2007
3. ↑  Freemedia.co.tz: Kili Music Awards 2007 yafana, wengi wakubali matokeo
4. ↑  PAM Awards